# Granadilla de Abona
Granadilla de Abona és un municipi situat al sud de l'illa de Tenerife, a les illes Canàries.

## Localitats
- Los Abrigos
- Los Blanquitos
- Cruz de Tea
- Charco del Pino
- Chimiche
- El Desierto
- Granadilla de Abona
- El Médano
- El Salto
- San Isidro

## Imatges

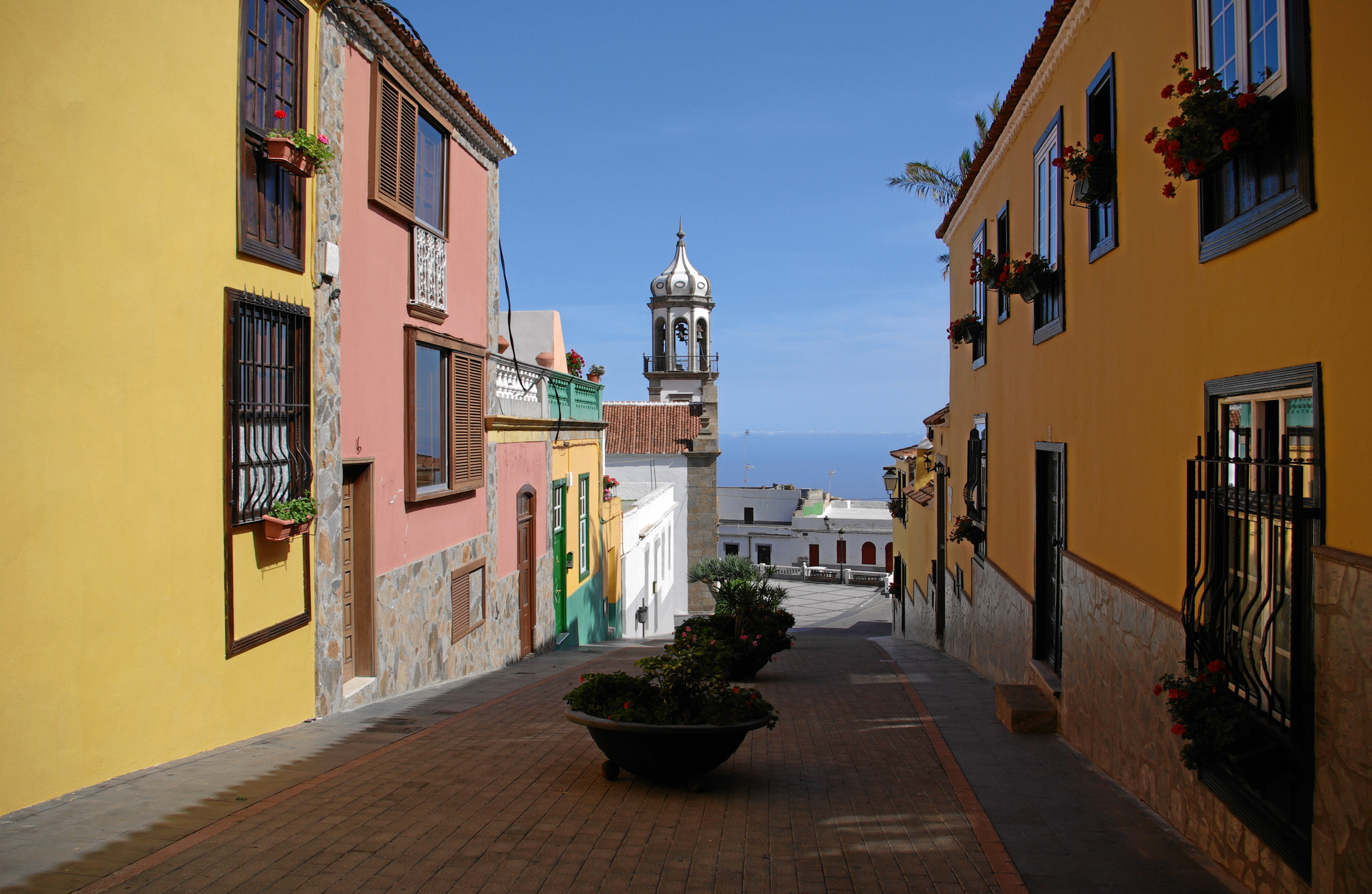
Granadilla de Abona
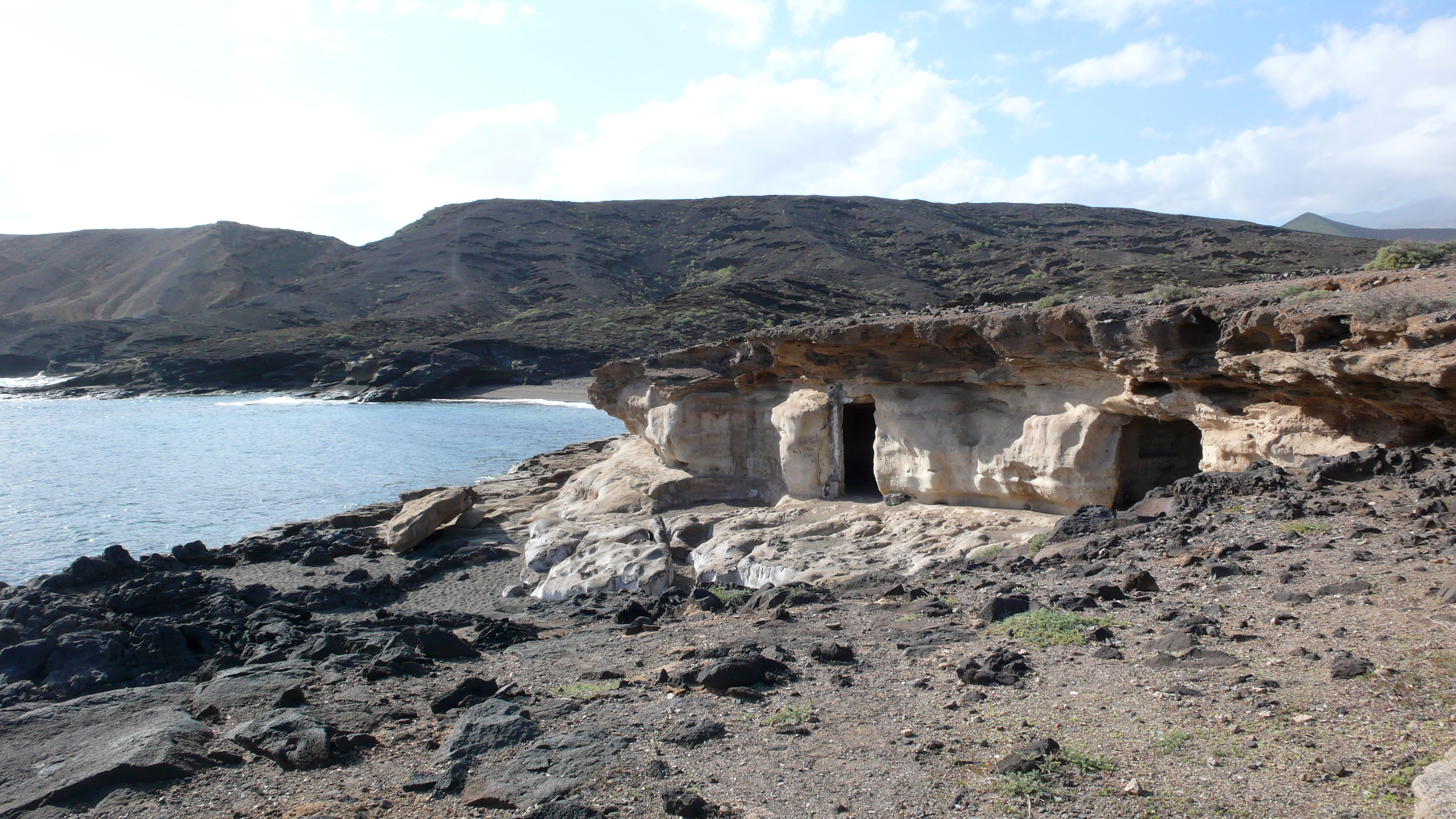
Monument Natural Muntanya Pelada. Punta de les Coves del Blat.
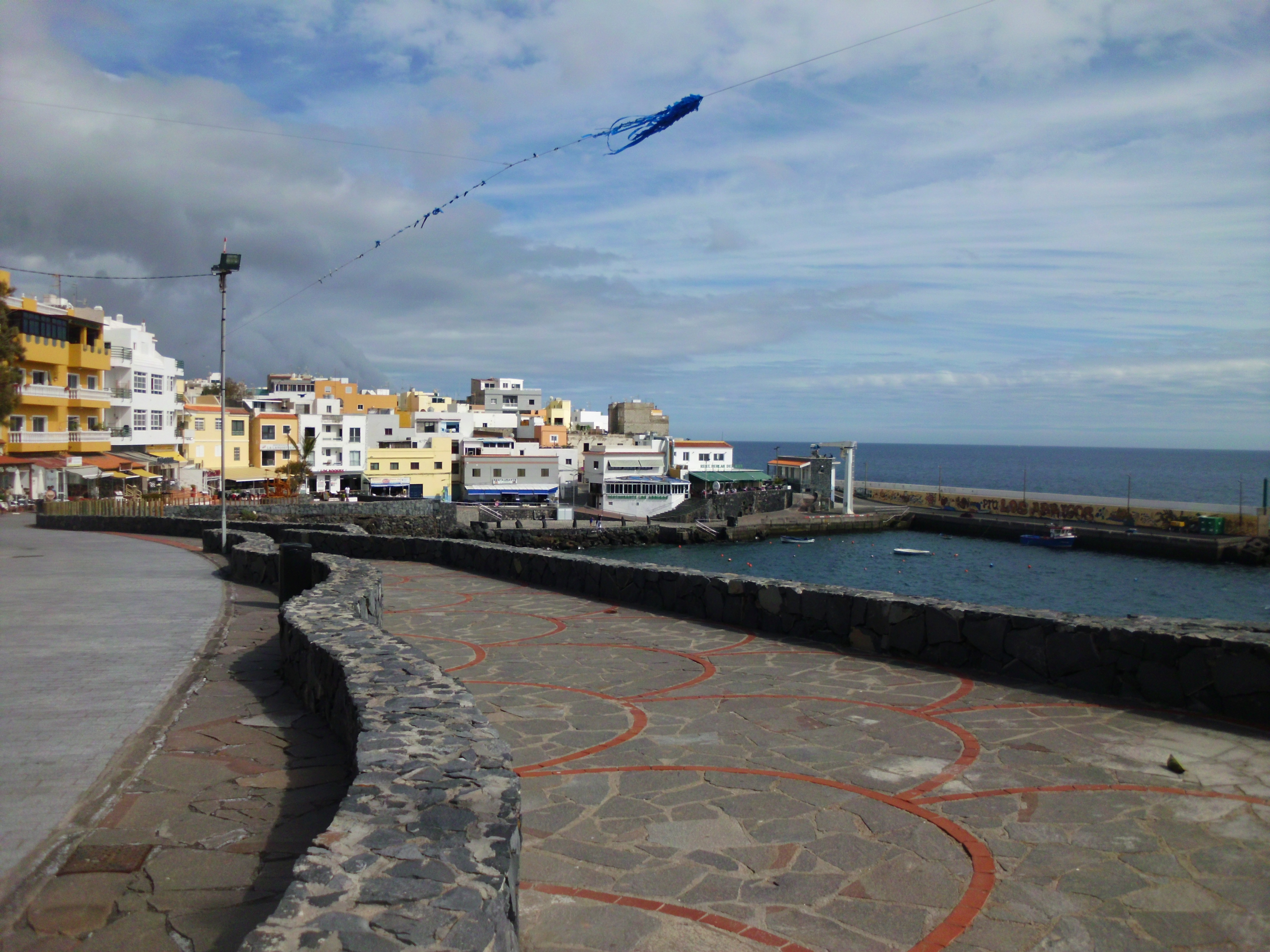
Los Abrigos
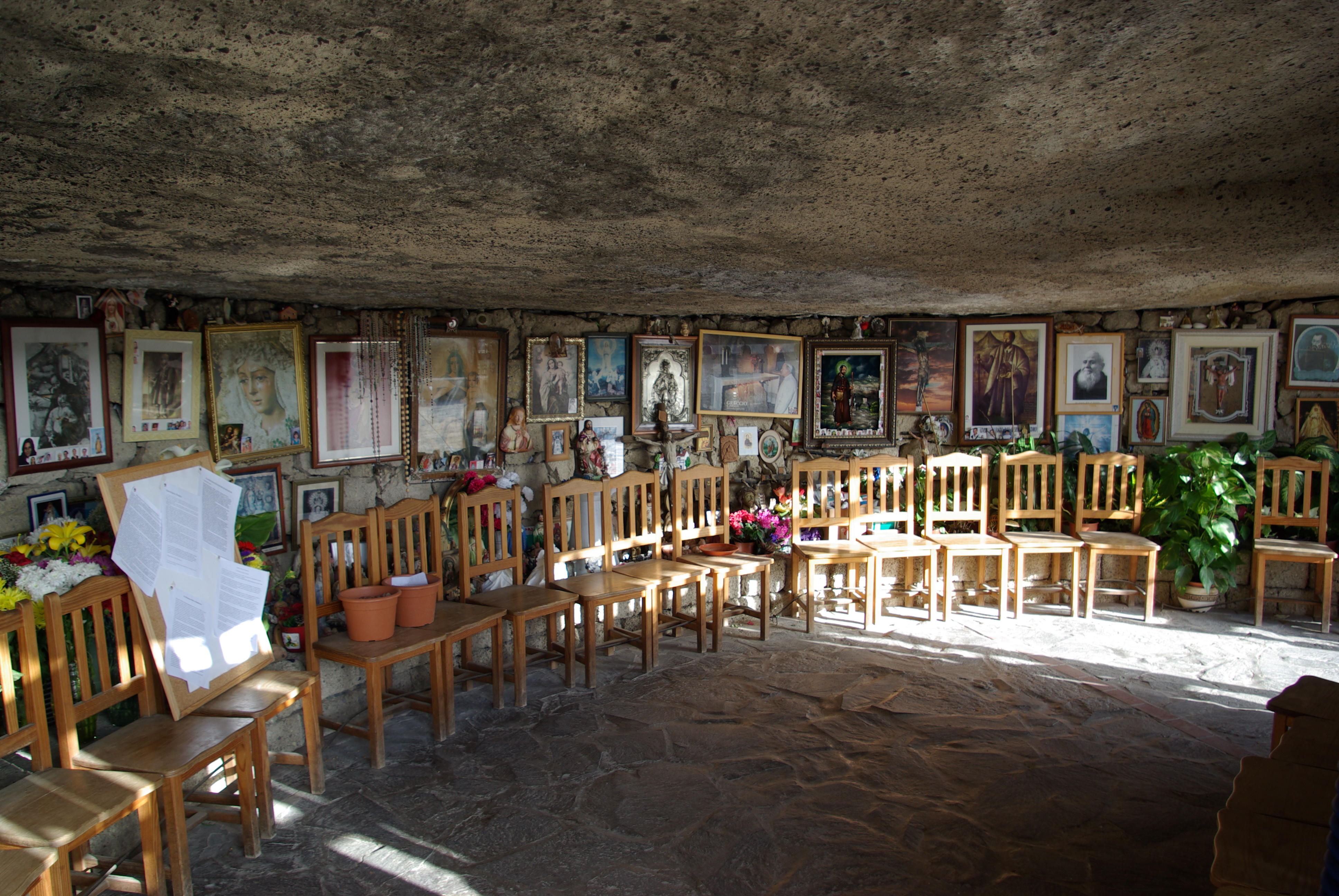
Cueva del Santo Hermano Pedro